# Sønder Rind Sogn
Sønder Rind Sogn er et sogn i Viborg Domprovsti (Viborg Stift), tidligere også kaldt Rind Sogn.
I 1800-tallet var Sønder Rind Sogn anneks til Vinkel Sogn. Begge sogne hørte til Middelsom Herred i Viborg Amt. Trods annekteringen var de to selvstændige sognekommuner. Ved kommunalreformen i 1970 blev de begge indlemmet i Viborg Kommune. 
I Sønder Rind Sogn ligger Sønder Rind Kirke.
I sognet findes følgende autoriserede stednavne:
- Middelhede (bebyggelse, ejerlav)
- Rindsholm (bebyggelse, ejerlav)
- Sønder Rind (bebyggelse, ejerlav)